# 新日本観光地百選
新日本観光地百選（しんにほんかんこうちひゃくせん）は、戦後占領期の1950年（昭和25年）に毎日新聞社が主催して選定された100か所の日本の観光地。後援は運輸省観光部、文部省文化財保護課、厚生省国立公園部、国鉄、GHQ経済科学局。

## 概要
「交通機関の終着点から徒歩1時間以内」との条件で、ハガキによる人気投票という形式をとった。1950年（昭和25年）7月30日に公募を開始し、9月15日に締め切り、10月11日に発表された。各観光地の関係者が競って応募したため、応募総数は7750万0854通に及んだが、組織票の取り扱いが問題になった。全体の1位は蔵王山の233万0676通。
10の部門（山岳、平原、温泉、瀑布、海岸、河川、都邑、湖沼、渓谷、建造物）ごとに10位までを選定し、合計100か所を選定した。各部門の1位となった10か所については、郵政省が「観光地百選」シリーズの記念切手を発売するとともに、国鉄は十月中旬の観光週間に10ヶ所それぞれを目的地とした特別周遊券を発行、また、歌人・俳人10人（斎藤茂吉、吉井勇、荻原井泉水、釈迢空、山口誓子、水原秋櫻子など）が１人ずつ各場所にちなむ短歌や俳句を作って紹介した。尚、11月2日には、11位から15位までで、5万票以上獲得したところ、38ヶ所が準入選地として選定され、観光ルートの設定に考慮されることになった。
これらの選定された所では、記念碑の建立や祝賀会、記念行事が催されたり、山岳部門で1位となった「蔵王山」ではこれを機に、その西麓にある山形県南村山郡堀田村が村名を蔵王村に、同村内の温泉である高湯も蔵王温泉へ、そして奥羽本線金井駅も蔵王駅に改称されている。宮城側の宮村、円田村も合併を機に蔵王町としており、両麓の地域が蔵王にあやかろうとしたのが見て取れる。
新日本観光地百選の選定は、外貨獲得のための外国人観光客招致を大きな目的としていたが、戦後復興期だったため、日本国内での一般の観光旅行の再開を促す契機ともなった。

## 選定地
| 順位 | 山岳     | 平原           | 温泉   | 瀑布         | 海岸           | 河川           | 都邑     | 湖沼             | 渓谷             | 建造物       |
| ---- | -------- | -------------- | ------ | ------------ | -------------- | -------------- | -------- | ---------------- | ---------------- | ------------ |
| 01位 | 藏王山   | 日本平         | 箱根   | 赤目四十八滝 | 和歌浦友ヶ島   | 宇治川         | 長崎     | 菅沼・丸沼       | 昇仙峡           | 錦帶橋       |
| 02位 | 達磨山   | 那須高原       | 白浜   | 袋田滝       | 三陸フィヨルド | 日本ライン     | 秩父     | 富士五湖         | 瀞峡             | 耕三寺       |
| 03位 | 霧島山   | 小倉平尾台     | 別府   | 白糸滝       | 九十九島       | 長良川         | 尾道     | 浜名湖           | 高千穗峡         | 熊本城       |
| 04位 | 乗鞍岳   | 富良野芦別平原 | 飯坂   | 淨蓮滝       | 日南海岸       | 天龍下り       | 日光     | 琵琶湖           | 中津川溪谷       | 姫路城       |
| 05位 | 八幡平   | 妙高高原       | 湯田   | 関ノ尾滝     | 櫻島           | 球磨川         | 札幌     | 村山・山口貯水池 | 鬼怒川川治龍王峡 | 伊勢神宮     |
| 06位 | 英彦山   | 秋吉台         | 芦原   | 秋保大滝     | 渭南公園       | 阿賀野川ライン | 鎌倉     | 大沼             | 耶馬溪           | 高崎白衣観音 |
| 07位 | 両神山   | 日田盆地       | 伊香保 | 養老滝       | 唐津松浦潟     | 筑後川         | 日本水郷 | 阿寒三湖         | 恵那峡           | 出羽三山神社 |
| 08位 | 鳳來寺山 | 野呂山高原     | 三朝   | 箕面滝       | 丸龜塩飽諸島   | 江戸川ライン   | 高松     | 相模湖           | 鈴鹿湯ノ山       | 遊行寺       |
| 09位 | 伯耆大山 | 浅間高原       | 塩原   | 黑山三滝     | 鷲羽山         | 川内川         | 博多     | 十和田湖         | 黒部峡           | 高幡不動尊   |
| 10位 | 三瓶山   | 霧ヶ峰高原     | 熱海   | 奈曾ノ白滝   | 柏崎福浦八景   | 庄川峡         | 函館     | 宍道湖           | 日向神           | 彦根城       |

## 記念切手

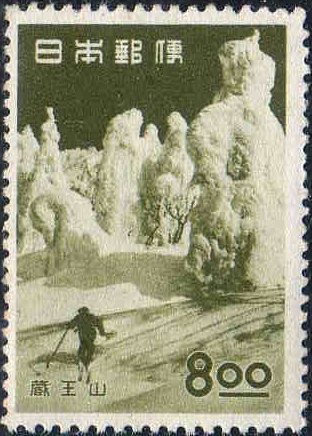
蔵王山
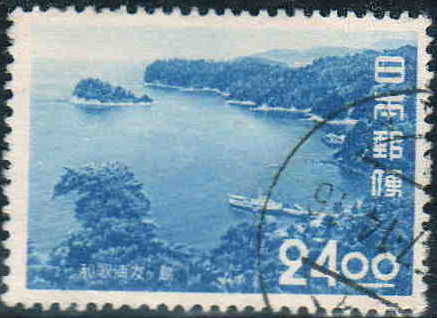
和歌浦友ヶ島
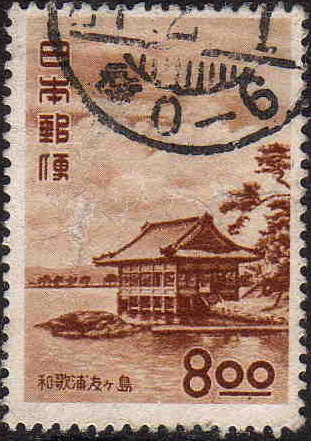
和歌浦友ヶ島
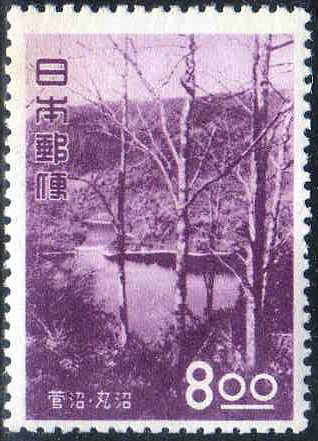
菅沼・丸沼